# Molossidae
I Molossidi (Molossidae Gervais, 1856) sono una famiglia di pipistrelli, del sottordine dei Microchirotteri. 

## Descrizione

### Dimensioni
La famiglia comprende pipistrelli con la lunghezza dell'avambraccio tra 27 mm e 85 mm e un peso fino a 200 g nelle specie del genere Cheiromeles, considerate le più pesanti tra tutti i Microchirotteri.

### Caratteristiche ossee e dentarie
Il cranio è spesso, appiattito e ampio e presenta delle ossa pre-mascellari talvolta complete, oppure prive della parte nasale. Non sono presenti processi post-orbitali. La settima vertebra cervicale è fusa con la prima dorsale. Il secondo dito presenta un metacarpo ben sviluppato e una falange rudimentale. La terza falange del terzo dito è per gran parte della sua lunghezza cartilaginea. Le costole sono prive della lamina anteriore, mentre quella posteriore è sottile. La fibula è completa e arcuata. I denti non sono particolarmente modificati.

### Aspetto
La pelliccia è solitamente corta e vellutata. Un genere è ricoperto di piccoli peli sparsi in maniera tale da sembrare ad occhio nudo completamente glabro. Il muso è corto e largo, solitamente ricoperto di pieghe cutanee sulle labbra. Le narici si aprono in un cuscinetto carnoso. Sono spesso presenti delle ghiandole sotto la gola. Gli occhi sono piccoli. Le orecchie sono relativamente corte ma molto larghe, talvolta unite alla base o lungo il margine anteriore. Il trago è piccolo e rotondeggiante mentre l'antitrago è ben sviluppato. Le ali sono molto lunghe e strette, adattate al volo veloce ed hanno le membrane insolitamente spesse. Gli arti inferiori sono corti ma robusti, i piedi sono larghi e ricoperti all'estremità di setole spatolate, utilizzate per la pulitura e per la spazzolatura della pelliccia. La coda è lunga, tozza e si estende ben oltre l'uropatagio, eccetto che in Tomopeas ravus.

## Distribuzione e habitat
Le specie di questa famiglia sono presenti in America dagli Stati Uniti d'America centrali fino all'Argentina meridionale, nell'Europa meridionale, in tutta l'Africa ed attraverso le regioni tropicali e sub-tropicali dell'Asia ad est fino all'Australia.

## Tassonomia
La famiglia si suddivide in 16 generi e 105 specie:
- Sottofamiglia Tomopeatinae - La coda è inclusa completamente nell'uropatagio.
  - Tomopeas
- Sottofamiglia Molossinae - La coda si estende ben oltre il margine esterno dell'uropatagio.
  - Le orecchie sono ben separate.
    - L'apertura palatale tra gli incisivi superiori è assente. Il labbro superiore è privo di pieghe cutanee.
      - Cheiromeles
      - Cynomops
      - Molossops
      - Myopterus

    - L'apertura palatale tra gli incisivi superiori è presente.
      - Mormopterus
      - Platymops
      - Sauromys

  - Le orecchie sono vicine tra loro oppure unite alla base.
    - L'apertura palatale tra gli incisivi è sempre assente. Il labbro superiore è privo di pieghe cutanee.
      - Eumops
      - Molossus
      - Promops

    - Il labbro superiore è ricoperto di pieghe cutanee.
      - Chaerephon
      - Mops
      - Nyctinomops
      - Otomops
      - Tadarida

## Evoluzione
La famiglia è presente in Europa e Nord America dal tardo Eocene, dal medio Miocene in Africa e Australia, dal tardo Oligocene in Sud America e dal Pleistocene in Asia.